# (Everything I Do) I Do It for You
"(Everything I Do) I Do It for You" är en powerballad från 1991, skriven av Bryan Adams, Michael Kamen och Robert Lange. Den kanadensiske rocksångaren Bryan Adams spelade in sången. Sången fick 1992 en Grammy för "bästa sång 1991". Sången är signaturmelodi för filmen Robin Hood: Prince of Thieves från 1991, och spelas under eftertexterna. Sången är även med på Bryan Adams musikalbum Waking up the Neighbours från 1991.
Sången låg etta på den brittiska singeltopplistan 16 veckor i rad, från 13 juli 1991-26 oktober 1991. Sången låg på första plats på Trackslistan på Sveriges Radio i 11 veckor, 17 augusti 1991-2 november 1991 och blev årets allra största hit.

## Topplistor
| Lista (1991)                          | Topplacering |
| ------------------------------------- | ------------ |
| Australiska singellistan              | 1            |
| Österrikiska singellistan             | 1            |
| Belgiska singellistan                 | 1            |
| Kanadensiska singellistan             | 1            |
| Danska singellistan                   | 1            |
| Nederländska singellistan             | 1            |
| Eurochart Hot 100 Singles             | 1            |
| Finländska singellistan               | 1            |
| Franska singellistan                  | 1            |
| Tyska singellistan                    | 1            |
| Irländska singellistan                | 1            |
| Italienska singellistan               | 1            |
| Nyzeeländska singellistan             | 1            |
| Norska singellistan                   | 1            |
| Polska singellistan                   | 1            |
| Svenska singellistan                  | 1            |
| Schweiziska singellistan              | 1            |
| Brittiska singellistan                | 1            |
| USA, Billboard Hot 100                | 1            |
| USA, Billboard Hot Adult Contemporary | 1            |

## Brandy Norwoods version
År 1998 tolkade den amerikanska tonårssångaren Brandy Norwood låten på sitt andra studioalbum Never Say Never. Året därpå, den 2 november, släpptes hennes version som en singel i Oceanien. Låten tog sig in på singellistan i Nya Zeeland där den blev en måttlig framgång och nådde plats 28. Norwood framförde låten live på flera tillställningar, däribland sin första världsturné Never Say Never World Tour, julspecialen Brandy in Concert: A Special for the Holidays och på galan VH-1: Divas Live/99 där hon framförde den som en duett med Faith Evans.

### Bakgrund och utgivning
Under 1997 började den amerikanska sångaren och skådespelaren Brandy Norwood arbeta på ett nytt studioalbum, en uppföljare till den flerfaldigt platinabelönade debuten Brandy (1994). På det nya albumet, som fick namnet Never Say Never, ville Norwood ta ett steg bort från tonårspopen och skrev och producerade flera av albumspåren själv. Norwood påbörjade ett samarbete med den prisbelönta musikproducenten David Foster som kom att stå för albumspåren "(Everything I Do) I Do It for You", "Have You Ever?" och "One Voice". När Never Say Never släpptes under sommaren 1998 hade Norwood samtidigt ökat sin popularitet med en framgångsrik skådespelarkarriär. Hon hade huvudrollen i komediserien Moesha och blev den första afroamerikanskan att spela rollen som Askungen i filmen med samma namn. Skivan genererade en rad framgångsrika singlar, däribland "The Boy Is Mine", en duett med Monica Brown som låg tretton veckor i rad på Billboard Hot 100. 1999 hade fortsatta framgångar gjort Norwood till ett "kulturellt fenomen" i USA och hon kom att rankas som en av de 50 största och mest framgångsrika tonårsstjärnorna i musikhistorien.
I november 1999 gav Atlantic Records ut "(Everything I Do) I Do It for You" som den femte singeln från Never Say Never. Låten gavs enbart ut i Oceanien där Norwoods tidigare singlar, så som "Have You Ever?" och "Almost Doesn't Count" haft stora framgångar.

### Inspelning
Norwoods version av "(Everything I Do) I Do It for You" producerades och arrangerades av Foster som också arbetade med William Ross på nya sträng-arrangemang. Felipe Elgueta arbetade som ljudtekniker, Michael Thompson spelade elgitarr och Dean Parks spelade gitarr. Låten spelades in av Al Schmitt vid Chartmaker Studios i Malibu, Kalifornien och vid Sony Studios i Culver City, Kalifornien. Den ljudmixades av Mick Guzauski vid inspelningsstudion Barking Doctor i Mount Kisco, New York.

### Mottagande och kommersiell prestation
Vid utgivningen av Never Say Never fick låten blandad kritik från musikjournalister. J.D. Considine från Entertainment Weekly ansåg att det var "frestande" att beskriva Norwood som en "diva" men att hennes röst passade bättre på lågmälda nummer, så som "(Everything I Do) I Do It for You". Recensenten utvecklade: "Flera gånger i den gospeldrivna "One Voice" får hon, med lätthet, taket att lyfta men hon vill hellre vara mera återhållsam och känna groovet. Detta gör att Bryan Adams 'Everything I Do (I Do It for You)' blir mera funkig än eldig." Lorraine Ali från tidskriften Rolling Stone skrev att Norwoods "soul-fyllda vibrato" passade utmärkt i covern medan Richard Harrington från The Washington Post ansåg att den var "onödig". Skribenten Daryl Easlea från BBC Music kritiserade albumspåret "Have You Ever?" och var inte heller positivt inställd till låten utan skrev: "Ett annat konstigt val är den, på gränsen till karaoke-låtande versionen av '(Everything I Do) I Do It for You' som, när den avslutar albumet, nästan underminerar skivans triumf."
"(Everything I Do) I Do It for You" gick in på plats 33 på Nya Zeelands officiella singellista den 21 november 1999. Följande vecka nådde den plats 28, vilket blev dess topposition på listan. Efter tre veckor noterades den på plats 43. Följande vecka föll den till plats 45, en position som den höll i ytterligare en vecka innan den föll ur topplistan.

### Liveframträdanden
Norwood framförde "(Everything I Do) I Do It for You" på flera TV-sända shower i USA. Den 13 april sändes den amerikanska galan VH-1: Divas Live/99 där Norwood började sitt uppträdande med "Have You Ever?" och "Almost Doesn't Count" som sedan övergick i "(Everything I Do) I Do It for You". En bit in i låten introducerade hon Faith Hill och de fortsatte därmed att framföra låten som en duett. Framträdandet sågs av över 9 miljoner amerikaner och fick positiv respons från tidskriften Jet Magazine som skrev: "Den mångsidiga sångaren och skådespelaren i Moesha fortsatte att skina när hon framförde '(Everything I Do) I Do It for You' tillsammans med countrysångaren Faith Hill." Anika Kohon från The Michigan Daily var inte lika imponerad utan skrev: "Brandy och Faith Hill bidrar med kvällens svagaste ögonblick på grund av det faktum att de misslyckas att harmonisera tillsammans på Bryan Adams fruktansvärda ballad '(Everything I Do) I Do It for You'." Hon fortsatte: "Förmodligen var numret tänkt som en hyllning till kvällens veteraner men det föll platt helt enkelt för att deras röster gjorde det." Kohon utvecklade: "Det är precis som om de aldrig övat ihop. Brandy, som trots allt har talang, påminner alla om sin unga ålder med sina stundtals komiska uttryck på scenen." Norwood framförde även låten på konserten Brandy in Concert: A Special for the Holidays och som sista nummer på sin första världsturné, Never Say Never World Tour.

### Format och innehållsförteckning
| 1.           | (Everything I Do) I Do It For You | 4:10  |
| 2.           | U Don't Know Me (Like U Used To)  | 4:29  |
| 3.           | Have You Ever? (Soul Shank Remix) | 5:40  |
| Total längd: | Total längd:                      | 13:79 |

### Musikmedverkande
Information hämtad från studioalbumets skivhäfte:
- Brandy Norwood – huvudsång, bakgrundssång
- David Foster – producent, sångproducent, sångarrangemang, strängarrangemang, keyboards, piano
- William Ross – strängarrangemang
- Felipe Elgueta – ljudtekniker, syntprogrammering
- Al Schmitt – inspelning
- Mick Guzauski – inspelning
- Tom Bender – inspelning (assistans)
- Michael Thompson – elgitarr
- Dean Parks – gitarr

### Topplistor
| Lista               | Topplaceringar |
| ------------------- | -------------- |
| New Zealand (RIANZ) | 28             |

## På andra språk
- Bryan Adams sjöng en spanskspråkig version 1992.
- Katherine Jenkins sjöng italienskspråkig version 2006